# Nhật Bản Đạt-ma tông
Nhật Bản Đạt-ma tông (zh. 日本達磨宗, ja. nihon (nippon) darumashū) là một trường phái thiền nhỏ của Nhật Bản được Thiền sư Đại Nhật Năng Nhẫn (ja. dainichi nōnin) sáng lập. Tông này được thành lập dựa vào tông Lâm Tế của Trung Quốc và nổi danh là một tông với phương pháp tu tập chân chính.
Tông này không tồn tại được bao lâu vì sau khi thiền đường của họ bị thiêu huỷ (1928) sau một sự tranh chấp với các vị tăng chùa Hưng Phúc (ja. kōfukuji) và sau khi Thiền sư Cô Vân Hoài Trang (ja. koun ejō) đến Đạo Nguyên Hi Huyền (ja. dōgen kigen) tham học. Một thời gian sau, các vị đệ tử quan trọng của Giác Yển (ja. kakuan) - vị kế thừa thứ hai của tông này - như Triệt Thông Nghĩa Giới (ja. tettsū gikai), Nghĩa Diễn (zh. 義演, ja. gi'en), Hàn Nham Nghĩa Doãn (zh. 寒巖義尹, ja. kangan gi'in),... đều đến gia nhập dòng thiền Tào Động của Đạo Nguyên.
Tông này chủ trương "Kiến tính thành phật" (zh. 見性成佛, ja. kenshō jōbutsu) và "Kiến tính linh tri" (zh. 見性靈知, ja. kenshō reichi), rất chú tâm đến hai bộ kinh Viên Giác (ja. engakkyō) và Thủ-lăng-nghiêm (ja. shuryōgongyō). Thiền sư Giác Yển thường trích những phần trong hai bộ kinh này làm tài liệu giảng dạy. Một đặc điểm của tông này nữa là sự tu tập thiền thuần tuý, tránh không pha trộn với những khuynh hướng tu tập thịnh hành khác thời bấy giờ như niệm danh Phật A-di-đà, thực hành các nghi lễ theo Chân Ngôn tông (ja. shingon-shū). Tuy vậy, họ cũng không tránh được các ảnh hưởng của các tông giáo khác biệt này và chính sự pha trộn giáo lý của Thiền sư Triệt Thông Nghĩa Giới (ja. tettsū gikai) sau này tại Vĩnh Bình tự (ja. eihei-ji) - Thiền Tào Động của Đạo Nguyên và Mật giáo - là nguyên do chính của sự chia rẽ sau này của tông Tào Động, ở thế hệ thứ ba.